# Ogilvy's
Charles Ogilvy Limited, of Ogilvy's, was een warenhuis in de Canadese stad Ottawa, opgericht in 1887. Gedurende een groot deel van de 20e eeuw was Ogilvy's een van de exclusievere warenhuizen in Ottawa.

## Geschiedenis
Charles Ogilvy (1861-1950) werd geboren in Edinburgh (Schotland) en emigreerde in 1863 met zijn familie naar Canada. Zijn vader, James Ogilvy, begon een kantoorboekhandel in Ottawa en Charles ging in de detailhandel verder door in 1887 zijn eigen winkel in textiel te openen op Rideau Street 92. Het bedrijf floreerde en verhuisde in 1907 naar een nieuw pand op Rideau Street 126. De nieuwe winkel, ontworpen door de architect W.E. Noffke uit Ottawa, werd in 1917, 1931 en 1934 uitgebreid (de bovenste twee verdiepingen, gebouwd in 1931 en 1934, werden ontworpen door architect A.J. Hazelgrove). Ogilvy's was een bloeiende winkelonderneming, beroemd om zijn "tartan boxes". Het succes van de lokale warenhuizen in Ottawa, zoals Ogilvy's, Freimans, Murphy-Gamble en Caplan's, weerhield de uitbreiding van nationale ketens (waaronder Eaton's, Simpson's, Simpsons-Sears en The Bay) naar de National Capital Region tot in de jaren 1950. 
Het uiterlijk van de winkel werd in de jaren 1940 gemoderniseerd, waarbij de oorspronkelijke geribbelde stenen aan de voorkant werden verwijderd ten gunste van een meer verfijnde uitstraling. In de jaren 1950 werden de grotere ramen verwijderd en werden er kleinere ramen met granieten lateien toegevoegd.
Na verloop van tijd opende Ogilvy's een houtbewerkingswinkel in Westboro en een aantal kleine filialen in de buurt van de winkel in Rideau Street. In de jaren 1960 opende Ogilvy's een tweede vestiging in het Billings Bridge Plaza in een buitenwijk in het zuiden van Ottawa. In latere jaren werden nieuwe vestigingen geopend in de buitenwijken van Lincoln Fields (in het westen) en Place d'Orléans (in het oosten).
Op 29 december 1969 ontstond er brand in de winkel in het stadscentrum, waardoor het hoofdgebouw waterschade opliep. Ook stortte een magazijn/uitbouw ernaast in. De winkel moest twee maanden gesloten blijven als gevolg van de brand. Het gebouw liep grote rook- en waterschade op. Ook het magazijn ernaast, dat door de brand was verwoest, werd herbouwd. De uitbreiding van nationale warenhuisketens naar Ottawa en het barre economische klimaat van de jaren 1980 bleken rampzalig voor Ogilvy's. De keten fuseerde met de Robinson-keten in het zuiden van Ontario en opereerde een aantal jaren onder de naam Robinson-Ogilvy, eind jaren 1980 en begin jaren 1990. Uiteindelijk werd de naam "Ogilvy" geschrapt en werd de kleine keten bekend als "Robinson's". Een tijdperk in de detailhandel in Ottawa was voorbij.
De Robinson-winkel op de Place d'Orléans was de eerste die in 1992 sloot. Kort daarna volgden ook de overige vestigingen in Ottawa. In 1996 nam Hudson's Bay Company de resterende activa van Robinson-Ogilvy Ltd over, hoewel het bedrijf op dat moment al vier jaar niet meer in Ottawa gevestigd was.
De voormalige vestiging van Ogilvy aan Rideau Street stond leeg in een hoek van het winkelcentrum Rideau Centre tot 2013, toen de gedeeltelijke sloop begon ter voorbereiding op de geplande uitbreiding van het winkelcentrum. Sinds het gebouw in 2000 werd aangewezen als monument onder de Ontario Heritage Act, zijn de oorspronkelijke gevels van het gebouw uit 1907 aan Rideau Street en Nicholas Street behouden om in de nieuwe aanbouw te worden geïntegreerd. 
De werkzaamheden voor het integratieproject startten in december 2012 met het verwijderen van teststukken ter voorbereiding op het verwijderen van de gevels die behouden moeten blijven en opnieuw gemonteerd moeten worden op de nieuwe aanbouw. Begin maart 2013 werd begonnen met de gedeeltelijke sloop van de 3e, 4e en 5e verdieping, maar op 23 maart 2013 werd de sloop tijdelijk stopgezet doordat de noordoostelijke hoek van het gebouw instortte. Hierdoor werden de straten rondom het hele blok, op de hoek van Rideau Street, Nicholas Street en Besserer Street, afgesloten. De instorting had geen gevolgen voor het herbouwen van de gevel in 2015, omdat de her te gebruiken bouwdelen al veilig waren gesteld en op een externe locatie opgeslagen lagen. 